# Asperula tetraphylla
Asperula tetraphylla är en måreväxtart som först beskrevs av Airy Shaw och William Bertram Turrill, och fick sitt nu gällande namn av I.Thomps.. Asperula tetraphylla ingår i släktet färgmåror, och familjen måreväxter. Inga underarter finns listade i Catalogue of Life.